# Antonio Cifariello
Antonio Cifariello (* 19. Mai 1930 in Neapel; † 12. Dezember 1968 in Lusaka, Sambia) war ein italienischer Schauspieler.

## Leben
Cifariello, dessen Vater – ein Bildhauer – bei seiner Geburt bereits 66 Jahre alt war und sechs Jahre später durch Suizid verstarb, debütierte beim Film mit zwanzig Jahren unter dem Pseudonym „Fabio Montale“ in La sposa non vestiva di bianco (der erst 1953 unter anderem Titel veröffentlicht wurde). Erste Bekanntheit erfolgte deshalb als Darsteller in Fotoromanen, vor allem im damals sehr populären „Sogno“, wo er unter dem Namen „Mauro Vellani“ neben Sophia Loren zu sehen war. Neben ihr, mit der er zeitlebens freundschaftlich verbunden war, unternahm er auch weitere Schritte für das Kino. Gleichzeitig besuchte er das Centro Sperimentale di Cinematografia, das er 1953 mit Diplom abschloss. Nach einer Rolle in Fellinis Episode von Liebe in der Stadt entwickelte sich Cifariello zu einem der gefragtesten jungen Darsteller, der in Komödien und melodramatisch angehauchten Werken seine Rolle des sympathischen und herzensraubenden Mannes fand, wie er ihn in Die schönen Mädchen von Florenz nach dem Roman von Vasco Pratolini beispielhaft verkörperte.
Cifariello galt infolgedessen für eine ganze Generation als einer der attraktivsten und faszinierendsten Darsteller, vor allem bei der Damenwelt, die in dem großgewachsenen, fotogenen, sportlichen Schauspieler ihren Wunsch-Verlobten der damaligen Zeit sahen. In den folgenden Jahren konnte Cifariello diesem Klischee des sportlich-jovialen jungen Lebemannes aber nie entkommen; auch bedeutendere Regisseure wie Gianni Franciolini, Mario Camerini, Francesco Maselli, Antonio Pietrangeli oder Mauro Bolognini beließen es bei ähnlichen Anforderungen.
Nach einigen Versuchen mit Fernsehfilmen ließ Cifariello zu Beginn der 1960er Jahre die Schauspielerei hinter sich und arbeitete für den Bildschirm an Reportagen und Dokumentationen, die für ihre Faktentreue und sorgfältige Machart gelobt wurden. Auf einer Reise für eine Reportage starb er an den Folgen eines Flugzeugunglückes in Sambia.

## Filmografie (Auswahl)
- 1952: Eran trecento
- 1953: Weiße Frau in Afrika (Africa sotto i mari)
- 1953: Liebe in der Stadt (Amore in città)
- 1953: Römischer Reigen (Villa Borghese)
- 1954: Die Verrufenen (Donne proibite)
- 1954: Karussell Neapel (Carosello napoletano)
- 1955: Liebe, Brot und 1000 Küsse (Pane, amore e…)
- 1955: Die Mädchen vom Fernamt 04 (Le signorine dello 04)
- 1955: Die schönen Mädchen von Florenz (Le ragazze di San Frediano)
- 1955: Der Tod kam um Mitternacht (Operazione notte)
- 1955: Vier Herzen in Rom (Racconti romani)
- 1956: Schicksal einer Nonne (Suor Letizia)
- 1957: Drei Mädchen erobern Rom (Souvenir d'Italie)
- 1957: Ferien auf der Sonneninsel (Vacanze ad Ischia)
- 1957: Die Frau des Tages (La donna del giorno)
- 1957: Die letzte Chance (La mina)
- 1958: Auferstehung
- 1958: Liebe hat kurze Beine (Giovani mariti)
- 1958: Mädchen mit hübschen Beinen (Le bellissime gambe di Sabrina)
- 1959: Tschau, tschau, Bambina (Ciao, ciao, bambina)
- 1959: Zweimal Riviera... und zurück (Costa Azzurra)
- 1960: Liebe am Ende der Welt (Questo amore ai confini del mondo)
- 1960: Der Mönch und die Gefangene (I masnadieri)
- 1962: Jessica (Jessica)
- 1962: Die Abenteuer des Kapitän Grant (In Search of the Castaways)
- 1964: Giuseppe w Warszawie